# 9502 Gaimar
9502 Gaimar este o planetă minoră (asteroid) din centura de asteroizi. A fost descoperită pe 29 septembrie 1973 la Observatorul Palomar de Cornelis Johannes van Houten. 
Obiectul prezintă o orbită caracterizată de o semiaxă mare de 2,3365902 UAi, o excentricitate de 0,2, o înclinație de 4,76522 ° în raport cu ecliptica.